# NGC 2572
NGC 2572 este o galaxie LINER situată în constelația Racul. A fost descoperită în 2 februarie 1877 de către Édouard Stephan⁠(d). Se află la o distanță de 145,21 de megaparseci de Pământ.